# Kazimierzowo (rejon szarkowszczyński)
Kazimierzowo – dawna osada. Tereny, na których leżała, znajdują się obecnie na Białorusi, w obwodzie witebskim, w rejonie szarkowszczyńskim, w sielsowiecie Jody.

## Historia
W czasach zaborów w powiecie dzisieńskim, w guberni wileńskiej Imperium Rosyjskiego.
W latach 1921–1945 osada leżała w Polsce, w województwie wileńskim, w powiecie dziśnieńskim (od 1926 w powiecie brasławskim), w gminie Jody.
Powszechny Spis Ludności z 1921 roku nie podał danych dotyczących miejscowości. W 1931 w 1 domu zamieszkiwały 4 osoby.
Wierni należeli do parafii rzymskokatolickiej w Borodzieniczach i prawosławnej w Jodach. Miejscowość podlegała pod Sąd Grodzki w Szarkowszczyźnie i Okręgowy w Wilnie; właściwy urząd pocztowy mieścił się w Jodach.